# Blacklane
Blacklane GmbH — стартап-компания из Берлина, которая предлагает услуги в сфере наземных пассажирских перевозок, соединяя пассажиров и профессиональных лицензированных водителей с помощью приложения для смартфонов и онлайн портала. Компания не располагает собственным парком автомобилей, а работает с местными водителями в каждом отдельном городе, тем самым создавая единый сервис с одинаковым уровнем обслуживания по всему миру. Blacklane предлагает фиксированную стоимость поездок при бронировании.

## История

### 2011-2012
Компания была основана в Берлине в 2011 году Йенсом Вольторфом и Франком Штоером. При поддержке инвесторов RI Digital Ventures, B-to-V Partners, 88 Investments GmbH и Car4you компания официально стартовала в июне 2015 года.

### 2013-2014
С августа по декабрь 2013 года Blacklane запустила свой сервис в 100 городах, увеличив сферу своей деятельности до 130 городов и 45 стран мира. В декабре 2013 года компания Daimler AG объявила об инвестиции в размере 10 миллионов евро в стартап Blacklane и оценила его в 60 миллионов евро.

### 2015
В марте 2015 года Amadeus объявил о сотрудничестве с Blacklane в качестве провайдера услуг такси и трансфера. В апреле 2015 года, после расширения бизнеса в Северной Америке, услуги Blacklane были представлены в 186 городах пятидесяти стран мира. Со времени основания компания привлекла капитал в размере около 25 млн евро ($28 млн).
В основе модели бизнеса компании лежит обратный Голландский аукцион. После принятия заказа Blacklane предлагает водителям совершить поездку по определенной цене, которая с течением времени повышается, пока один из водителей не примет данную ставку.

## Награды
Компания Blacklane была объявлена самым быстрорастущим технологическим стартапом Германии по версии Tech5 Awards. Компания также была объявлена официальным претендентом на звание самого быстрорастущего технологического стартапа Европы на конференции The Next Web в Апреле 2015 года в Амстердаме, но награда досталась голландской компании Fairphone.

## Конференции
В сентябре 2014 года в Берлине был проведен открытый диалог-конференция под названием "Mobility in Transition", где рассматривались вопросы связанные с ролью стартапов, предлагающих услуги в сфере наземных перевозок. Исполнительный директор компании Blacklane Йенс Вольторф выступил перед аудиторией с речью о важности совместного продвижения и развития. В июле 2015 года, представители Blacklane принимали участие в панельной дискуссии на конференции "Tech Open Air" в Берлине.